# Bert Kuijpers
Bert Kuijpers (Helmond, 1 juli 1941 – aldaar, 8 maart 2021) was een Nederlandse zanger, dichter, conferencier en cabaretier.
Kuijpers is geboren tijdens de Tweede Wereldoorlog. Hij begon in 1964 als tonprater bij carnavalsvereniging De Keiebijters in zijn geboorteplaats Helmond en won diverse keren de Zilveren Narrenkap. Vijftien jaar lang verzorgde hij oudejaarsconferences die door Omroep Brabant werden uitgezonden. Daarin gaf hij op humoristische en milde wijze zijn maatschappijkritische kijk op het leven weer. Samen met plaatsgenoot, pianist Ton Gondrie, trad hij regelmatig op in het Het Speelhuis. Later vooral met pianist Udo Holtappels en in samenwerking met cabaretière Annemarie Henselmans.
Kuijpers was tussen 2007 en 2011 stadsdichter van Helmond.
De mens, hij loopt zichzelf voorbij 
Naar vroeger of naar later 
Op zoek naar 't eeuwig Panta Rhei
Onderweg naar water...
(Kuijpers' gedicht bij kunstwerk Onderweg naar water)

Op 4 september 2021 werd er op het Speelhuisplein een monument voor Kuijpers onthuld, gemaakt door kunstenaar Willem van der Velden.

## Onderscheidingen
- Lid in de Orde van Oranje-Nassau
- Uuper van de Keijologische Hogeschool

- Nederlandse Thesaurus van Auteursnamen: 331664488
- Virtual International Authority File: 281893869
- WorldCat: E39PBJvMy89pgmk9vWqjF46HYP